# Neivamyrmex macrodentatus
Neivamyrmex macrodentatus é uma espécie de formiga do gênero Neivamyrmex.